# Черногорская кампания
Черного́рская кампа́ния — одна из кампаний на Балканском фронте Первой мировой войны, происходившая с 5 по 17 января 1916 года между войсками Австро-Венгрии с одной стороны, и войсками Королевства Черногории, Королевства Сербии и Франции с другой, в результате которой Австро-Венгрия разгромила черногорские войска и оккупировала территорию страны. Является частью сербской кампании. Территория Черногории была оккупирована вплоть до сентября 1918 года.
Решающим сражением Черногорской компании стала битва при Мойковаце, в которой черногорские войска одержали победу, однако в связи с катастрофическим положением черногорское правительство приняло решение о капитуляции. Была оккупирована большая часть территории страны, в том числе города Цетине и Подгорица, а правительство страны, в том числе король Никола I, бежало с территории страны, став правительством в изгнании. Эти факторы побудили силы союзников в 1918 году развить контрнаступление на Салоникском фронте с целью освобождения Албании и Черногории. После войны Черногория вошла в состав новообразованного Королевства сербов, хорватов и словенцев (затем — Королевство Югославия).

## Предыстория
После начала Первой мировой войны Черногория предложила помощь Сербии, и 5 августа страна официально объявила войну Австро-Венгрии. В связи с этим, во время Первой сербской кампании черногорские войска вместе с сербскими войсками нанесли сокрушительное поражение войскам Оскара Потиорека. После победоносного завершения кампании в декабре 1914 года на Балканах началось затишье, затем началась позиционная война. Черногорские войска были выведены с фронта и не участвовали в боевых действиях до 1915 года.
В 1915 году Центральные державы вместе со своим новым союзником — Болгарией — одержали ряд побед над сербскими войсками, они должны были отступать до Адриатического моря. На помощь отступающим сербам пришли черногорцы, что ознаменовало очередное вступление Черногории в войну в январе 1916 года.